# Веретея (Вологодская область)
Веретея — упразднённая деревня в Бабушкинском районе Вологодской области.
Входила в состав Тимановского сельского поселения, с точки зрения административно-территориального деления — в Тимановский сельсовет.
Расстояние по автодороге до районного центра села имени Бабушкина — 49 км, до центра муниципального образования Тимановой Горы — 12 км. Ближайшие населённые пункты — Холм, Алексейково, Жилкино.
По данным переписи в 2002 году постоянного населения не было.
Упразднена 27.11.2020.